# Площадка 175
Площадка № 175 — пусковая площадка на космодроме «Байконур», используемая для запусков полезной нагрузки с помощью ракет-носителей, созданных на базе межконтинентальной баллистической ракеты РС-18 (УР-100Н).
Впервые площадка № 175 была использована 26 декабря 1994 года для запуска космического аппарата радиолюбительской связи «Радио-РОСТО» ракетой-носителем Рокот. В настоящее время используется для запусков ракеты-носителя Стрела.

## Перечень пусков с площадки
| Дата                 | Ракета-носитель | Полезная нагрузка | Космодром/Стартовый комплекс | Результат |
| -------------------- | --------------- | ----------------- | ---------------------------- | --------- |
| 26 декабря 1994 года | Рокот           | РС-15 Радио Росто | Байконур-175/59              | Успех     |
| 5 декабря 2003 года  | Стрела          | Макет КА          | Байконур-175/59              | Успех     |
| 27 июня 2013 года    | Стрела          | Кондор № 202      | Байконур-175/59              | Успех     |
| 19 декабря 2014 года | Стрела          | Кондор-Э № 2      | Байконур-175/59              | Успех     |